# ニキータ・ワビリン
ニキータ・ワビリン（Nikita Vavilin、1994年5月13日 - ）は、プレミアリーグ、スラヴァ・モスクワに所属するラグビーユニオン選手。

## プロフィール
- ロシア・モスクワ出身[1]。
- ポジションはフランカー(FL)。
- 身長 188cm、体重 100kg
- ロシア代表キャップは17（2021年3月現在)でワールドカップ2019のロシア代表に選ばれた[2]。

## 略歴
RCゼレノグラード、フィリ・モスクワを経て、2015年、スラヴァ・モスクワに加入。